# Max Bodenstein

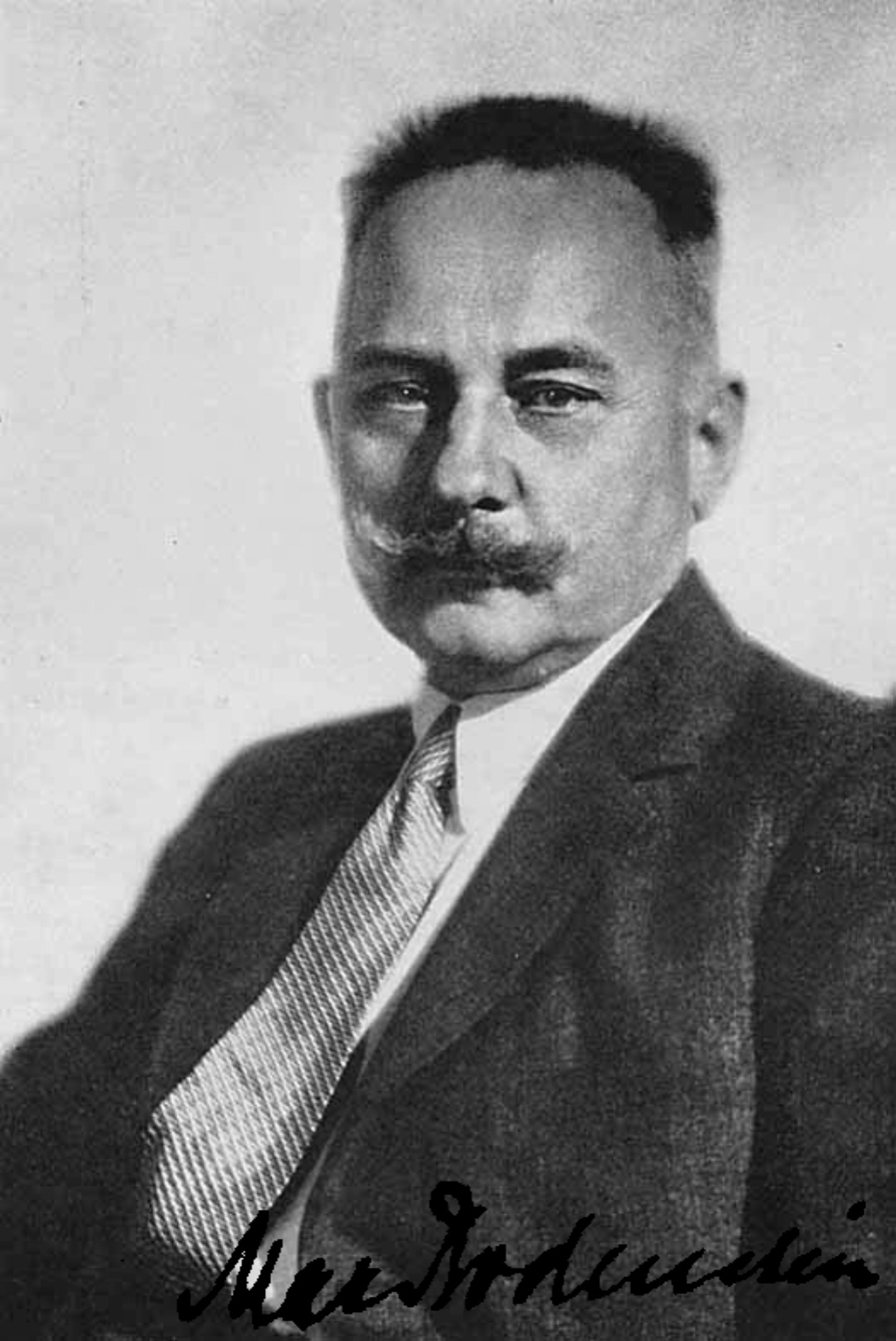
Max Bodenstein

Max Ernst August Bodenstein (* 15. Juli 1871 in Magdeburg; † 3. September 1942 in Berlin) war ein deutscher Physikochemiker und Hochschullehrer.

## Leben
Max Bodenstein wurde am 15. Juli 1871 als ältester Sohn des Magdeburger Kaufmanns und Besitzers der Brauerei Bodenstein, Franz Bodenstein (1834–1885), und dessen erster Ehefrau Elise Meissner (1846–1876) in Magdeburg geboren.
Bodenstein studierte ab 1889 in Wiesbaden bei Carl Remigius Fresenius und an der Ruprecht-Karls-Universität Heidelberg, wo er 1893 bei Victor Meyer mit der Dissertation Zersetzung des Jodwasserstoffes in der Hitze zum Dr. phil. nat. promoviert wurde. Nach Studien auf den Gebieten der organischen Chemie bei Karl Liebermann an der Technischen Hochschule (Berlin-)Charlottenburg sowie der physikalischen Chemie bei Walther Nernst an der Georg-August-Universität Göttingen habilitierte er sich 1899 an der Heidelberger Universität mit dem Thema Gasreaktionen in der chemischen Kinetik.
1896 heiratete er in Heidelberg Marie geb. Nebel (1862–1944), Tochter des Rechtsanwalts Friedrich Nebel und der Maria Busch. Aus der Ehe gingen zwei Töchter hervor: Hilde (* 1897) und Elsbeth (* 1901), später verehelichte Michaelis.
Im Jahr 1900 ging Bodenstein ans physikochemische Institut von Wilhelm Ostwald an der Universität Leipzig, wurde dort 1904 Titularprofessor, bevor er schließlich im Jahr 1906 außerordentlicher Professor an der Friedrich-Wilhelms-Universität Berlin und Abteilungsleiter am physikochemischen Institut von Walther Nernst wurde. 1908 nahm er den Ruf als ordentlicher Professor an der Technischen Hochschule Hannover und Direktor des elektrochemischen Instituts an. Im Jahr 1923 kehrte er nach Berlin zurück und wurde Nachfolger Walther Nernsts am Physikochemischen Institut. Hermann Braune wurde 1924 sein Nachfolger am Elektrochemischen Institut in Hannover. Bodenstein wurde 1936 emeritiert.
Max Bodenstein war Mitarbeiter in der Deutschen Atomgewichtskommission, Mitherausgeber der Zeitschrift für physikalische Chemie sowie korrespondierendes Mitglied der Akademie der Wissenschaften zu Göttingen sowie der Bayerischen Akademie der Wissenschaften, ab 1925 ordentliches Mitglied der Preußischen Akademie der Wissenschaften und seit 1933 Mitglied der Deutschen Akademie der Naturforscher Leopoldina. Für seine langjährigen Verdienste erhielt Bodenstein bei seiner Emeritierung von der Deutschen Chemischen Gesellschaft die August-Wilhelm-von-Hofmann-Denkmünze. Darüber hinaus erhielt er Ehrendoktorwürden, von der Universität Princeton als Dr. sc. h. c. sowie von der Technischen Hochschule Hannover als Dr.-Ing E. h.

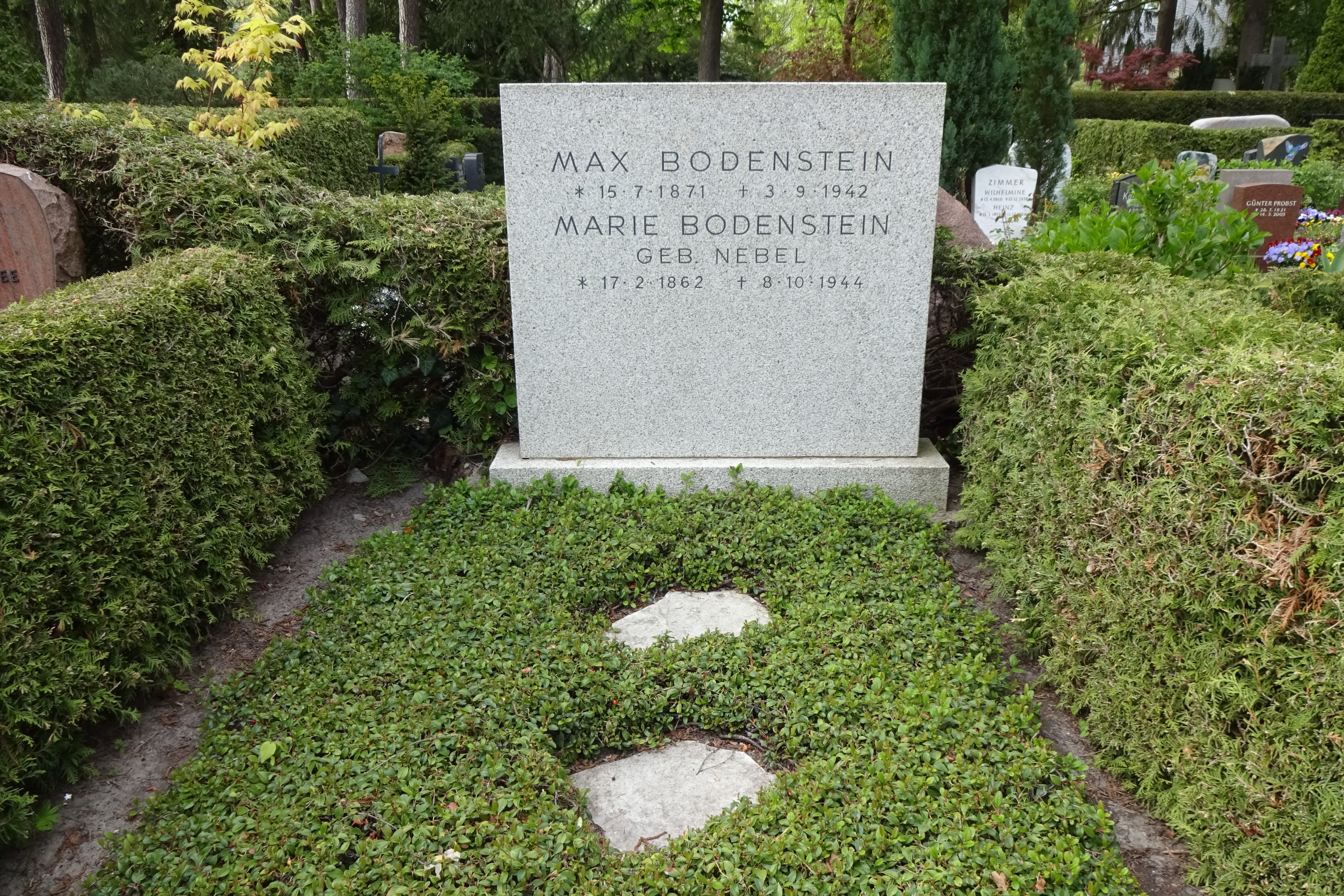
Grabstätte

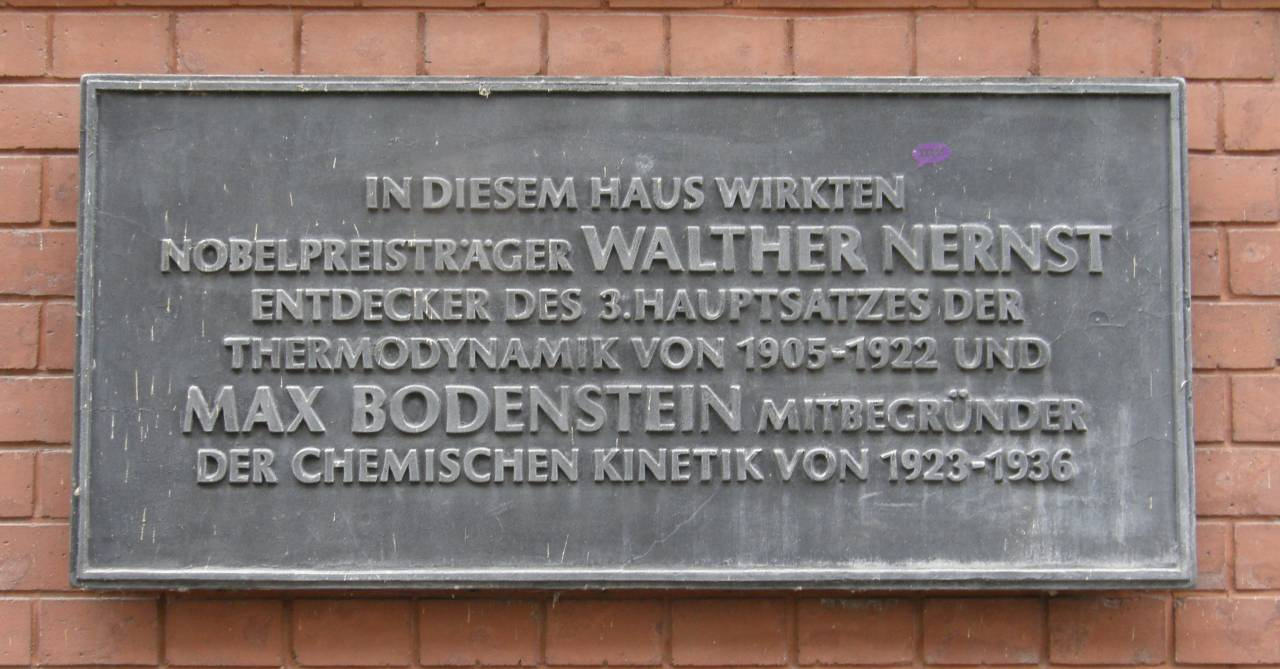
Nernst-Bodenstein-Gedenktafel in Berlin

Die Grabstätte von Max Bodenstein befindet sich auf dem evangelischen Kirchhof Nikolassee im Feld E. Eine Gedenktafel am Gebäude des ehemaligen Physikalisch-Chemischen Instituts an der Bunsenstraße in Berlin-Mitte erinnert an das Wirken von Max Bodenstein und Walther Nernst in diesem Haus.
Er wurde auch 15 Mal für den Chemie-Nobelpreis vorgeschlagen, erhielt ihn aber nie.

## Leistungen
Bodenstein gilt als Begründer der chemischen Kinetik. Besonders intensiv erforschte er den Reaktionsmechanismus der Chlorknallgas-Reaktion. Mit diesen Forschungen trug er zum Verständnis lichtinduzierter chemischer Kettenreaktionen bei und leistete damit einen Beitrag zur Photochemie.
Nach ihm benannt ist das Bodenstein’sche Quasistationaritätsprinzip: Man nimmt bei aufeinanderfolgenden Reaktionen an, dass ein reaktives Intermediat in einer quasikonstanten (quasistationären) Konzentration vorliegt:
A → B → C
[B]=~ const. bzw. d[B]/dt =~ 0
Reaktive Intermediate können z. B. sein Radikale, Carbeniumionen, Moleküle im angeregten Zustand.
Victor Henri schrieb 1902: „M. Bodenstein, dem ich viele wertvolle Ratschläge verdanke“, insbesondere bezüglich der kinetischen Beschreibung des Enzyms Invertase. Auf diese Weise hat Bodenstein zur frühen Forschung in der Enzymkinetik beigetragen. Laut Henri und einem späteren Artikel von Bodenstein selbst schlug er um 1901/1902 die enzymkinetische Gleichung

v = V S / (mS + nP) vor.

Henri korrigierte das zu:

v = V S / (1 + mS + nP) (beides in moderner Notation geschrieben; S: Substratkonzentration, P: Produktkonzentration).

## Schriften
- Chemische Kinetik. In: Ergebnisse der exakten Naturwissenschaften, Band 1, Berlin 1922, S. 197–209.
- Photochemie. In: Ergebnisse der exakten Naturwissenschaften, Band 1, Berlin 1922, S. 210–227.

(vollständiger Literaturnachweis in der Akademiebibliothek der Berlin-Brandenburgischen Akademie der Wissenschaften als PDF-Dokument mit 109 kB)